# Linn County, Iowa
Linn County är ett administrativt område i delstaten Iowa, USA, med 211 226 invånare. Den administrativa huvudorten (county seat) är Cedar Rapids. Countyt har fått sitt namn efter politikern Lewis F. Linn som var senator för Missouri 1833-1843.

## Geografi
Enligt United States Census Bureau har countyt en total area på 1 877 km². 1 858 km² av den arean är land och 18 km² är vatten.

### Angränsande countyn
- Benton County - väst
- Buchanan County - nordväst
- Cedar County - sydost
- Delaware County - nordost
- Iowa County - sydväst
- Johnson County - syd
- Jones County - öst

### Orter
- Alburnett
- Bertram
- Cedar Rapids (huvudort)
- Center Point
- Central City
- Coggon
- Ely
- Fairfax
- Hiawatha
- Lisbon
- Marion
- Mount Vernon
- Palo
- Prairieburg
- Robins
- Springville
- Walford (delvis i Benton County)
- Walker